# Wherwell
Wherwell – wieś w Anglii, w hrabstwie Hampshire, w dystrykcie Test Valley. Leży 13 km na północ od miasta Winchester i 100 km na zachód od Londynu.